# Brodiaea orcuttii
Brodiaea orcuttii är en sparrisväxtart som först beskrevs av Edward Lee Greene, och fick sitt nu gällande namn av John Gilbert Baker. Brodiaea orcuttii ingår i släktet Brodiaea och familjen sparrisväxter. Inga underarter finns listade i Catalogue of Life.